# جاك بلاكمان
جاك بلاكمان (بالإنجليزية: Jack Blackman)‏ (25 نوفمبر 1912 في المملكة المتحدة - 1987) هو لاعب كرة قدم بريطاني (وحمل سابقاً جنسية المملكة المتحدة لبريطانيا العظمى وأيرلندا) في مركز الهجوم. لعب مع كريستال بالاس وكوينز بارك رينجرز.